# نورفلوکساسین
نورفلوکساسین(به انگلیسی: Norfloxacin)، با نام تجاری Noroxin، یک آنتی بیوتیک در گروه آنتی بیوتیک‌های فلوروکینولون  است. از این دارو برای درمان عفونت‌های دستگاه ادراری، عفونت‌های زنان، التهاب غده پروستات، سوزاک و عفونت مثانه استفاده می‌شود. همچنین به صورت قطره چشمی برای استفاده در کودکان بالای یک سال تأیید شده‌است.
نورفلوکساسین با تعدادی از واکنشهای جانبی جدی نادر مانند پارگی خود به خود تاندون و نوروپاتی محیطی برگشت ناپذیر همراه است. مشکلات تاندون ممکن است مدت‌ها پس از انجام درمان آشکار شود و در موارد شدید منجر به ناتوانی مادام العمر شود.
در سال ۱۹۷۷ ثبت اختراع شد و در سال ۱۹۸۳ مورد استفاده پزشکی قرار گرفت.